# Maria Deraismes

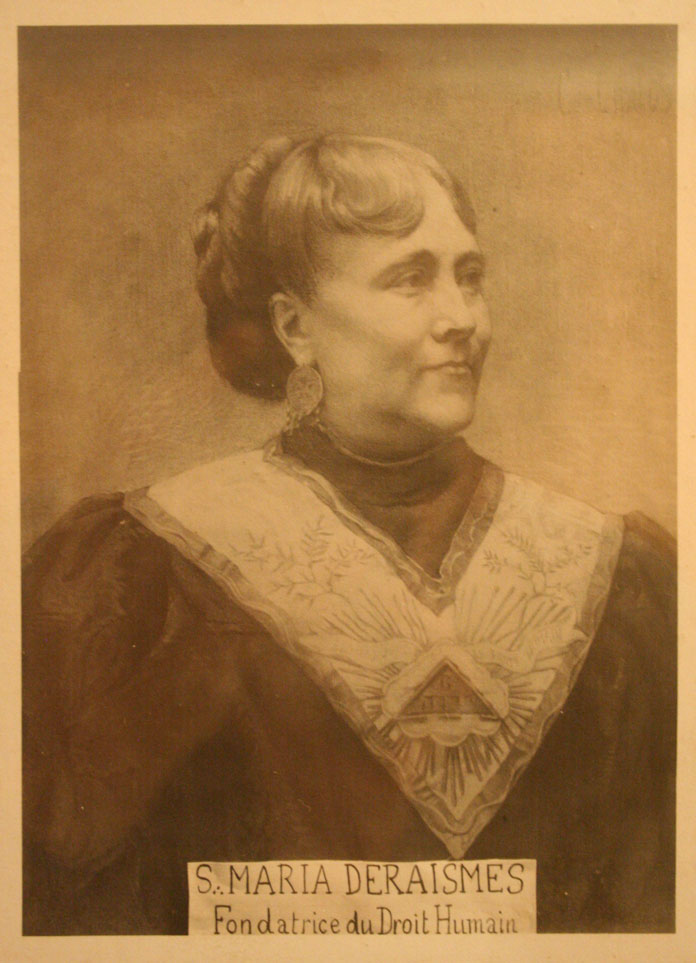
Maria Deraismes, 1890 ca.

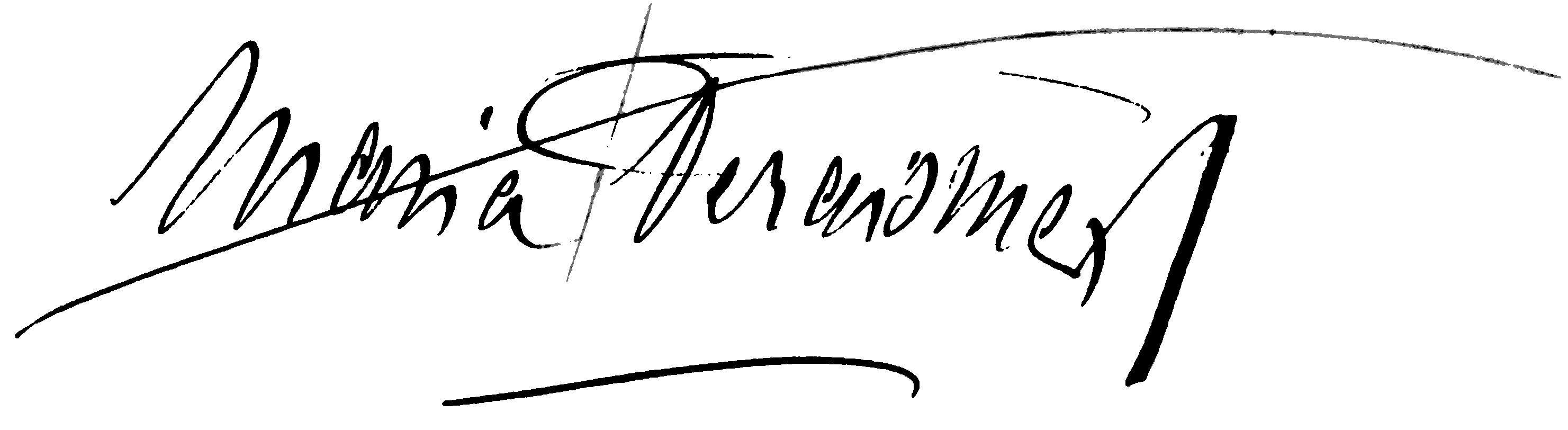
Maria Deraismes, firma autografa

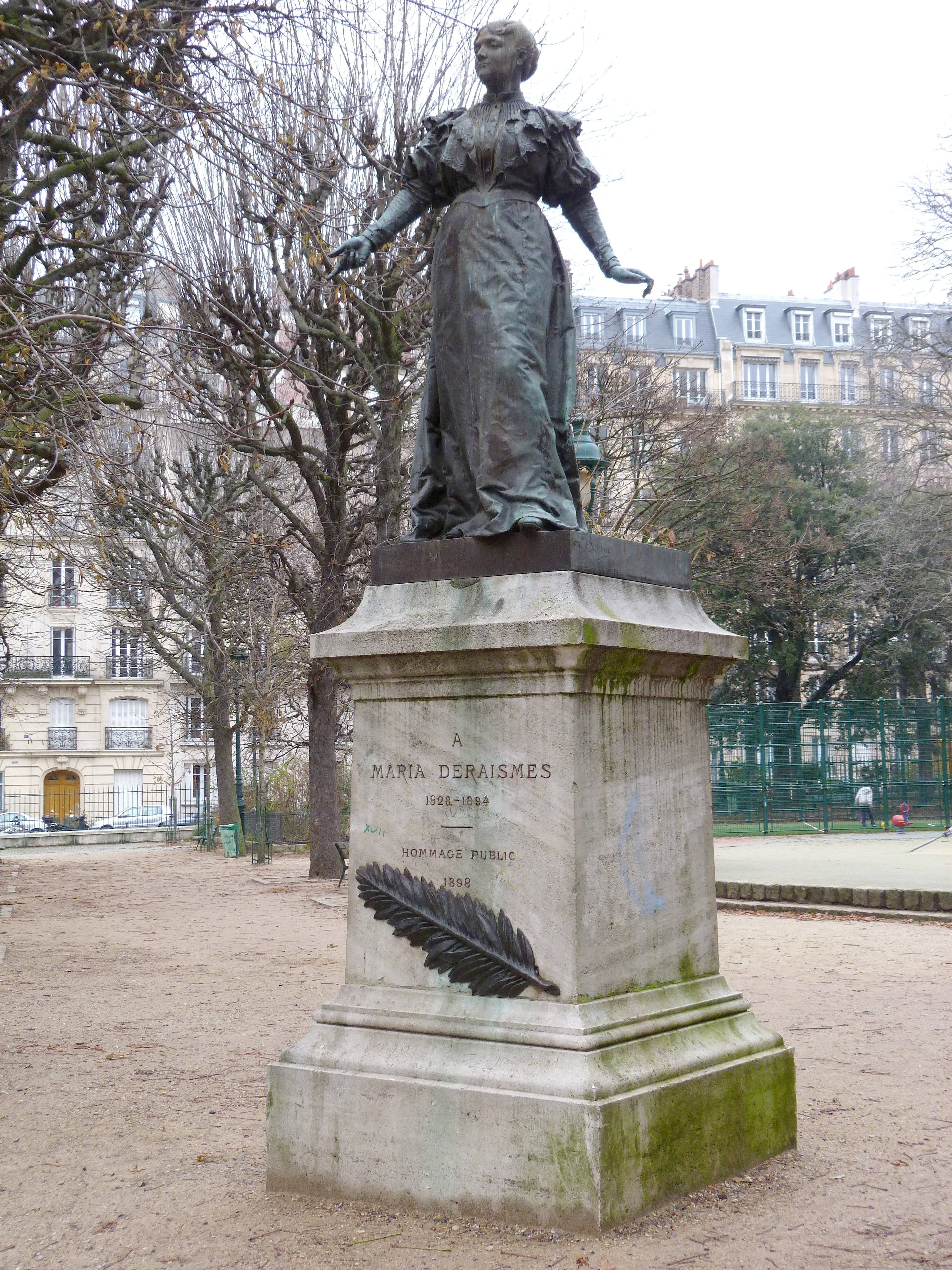
Monumento a Maria Deraismes, Piazza delle Épinettes, Parigi (17° arrond), scultura di Louis-Ernest Barrias, bronzo, installata nel 1898, poi fusa durante l'occupazione nazista ed eretta di nuovo nel 1983.

Marie Adélaïde Deraismes, abbreviata in Maria Deraismes (Parigi, 17 agosto 1828 – Parigi, 6 febbraio 1894), è stata una scrittrice e giornalista francese, nonché una femminista che sostenne la parità dei diritti civili, il voto per le donne, e che diede loro la possibilità di essere iniziate alla massoneria, creando l'Ordine massonico misto e internazionale Le Droit Humain.

## Biografia
Maria nacque in rue St. Denis, da una famiglia di borghesi liberali e repubblicani. Suo padre era commerciante; sua madre, Anne Soleil, era la nipote di un ottico che ha dato il suo nome ai cristalli dei fari lenticolari. Ha avuto una sorella, Antoinette Anne-Marie, meglio conosciuta come Anne Férès-Deraismes, che nacque invece nel 1821.
Maria ricevette una educazione di alta qualità per l’epoca, ma per vocazione personale si spinse fin da giovanissima nello studio delle religioni e delle filosofie orientali, traducendo testi sacri occidentali e dell'India.
Per scelta personale, non si sposò mai.
Dopo la morte della madre, sopravvenuta nel 1861 (il padre era già morto nel 1852), tornò a vivere con la sorella che era nel frattempo rimasta vedeva e non aveva avuto figli. Il periodo insieme si rivelò di grande fermento. Il loro salotto divenne infatti tra i più frequentati di Parigi perché ritenuto il più coinvolgente sul piano intellettuale e il migliore nell’esprimere le nuove istanze sociali che in termini di egualitarismo cominciavano a nascere in Europa. Da lì a qualche anno, uno dei maggiori frequentatori di casa Deraismes fu Victor Hugo, che l’avrebbe poi appoggiata in diverse battaglie politiche e sociali.
Dal 1866 si assiste a un incremento delle sue attività di critica e conferenziera in cui si fa portavoce delle istanze per i diritti delle donne. Collaborò con la rivista Le Droit des Femmes (Il diritto delle donne) che prese poi il nome di L’avvenire des Femmes (L’avvenire delle donne), il satirico Le Naine jaune, ma anche Le Grand Journal, L'Epoque,.
Nel 1869 fondò l'Association pour les droits des femmes con Eliska Vincent, Paule Minck, Louise Michel e Léon Richer (divenuta poi Lega per i diritti delle donne, avente Victor Hugo come presidente onorario). Rivendicò in ogni circostanza i diritti della donna, come l'accesso all’insegnamento universitario e l’abolizione della prostituzione legalizzata perché la riteneva "...una espressione dell’asservimento delle donne al potere maschile rappresentato dallo Stato". Tuttavia non prese mai una posizione contro il sesso maschile in quanto tale. A tal proposito avrebbe scritto poi nel 1891: “…vedo nell’uomo e nella donna un’identità di natura. Fatti della medesima argilla, animati dal medesimo soffio, sono fra loro del tutto equivalenti”.
Erano anni in cui il Papato e la stampa clericale attaccavano aspramente la Massoneria, così l'amico Léon Richer, anch’egli massone, la invita a partecipare a convegni e conferenze organizzati dal Grande Oriente di Francia al fine di mostrare ai cittadini quali fossero i veri valori che la massoneria persegue. A convincere Maria a prendervi parte, fu la lettura di un articolo che considerò intollerabile in quanto espressione del pensiero dominante dell’epoca: scritto da J. Barbey D’Aurevilly aveva per titolo Les Bas-Bleus, appellativo dispregiativo con cui l’autore dichiarava apertamente che le donne, in quanto genere inferiore, non avrebbero dovuto occuparsi di letteratura.

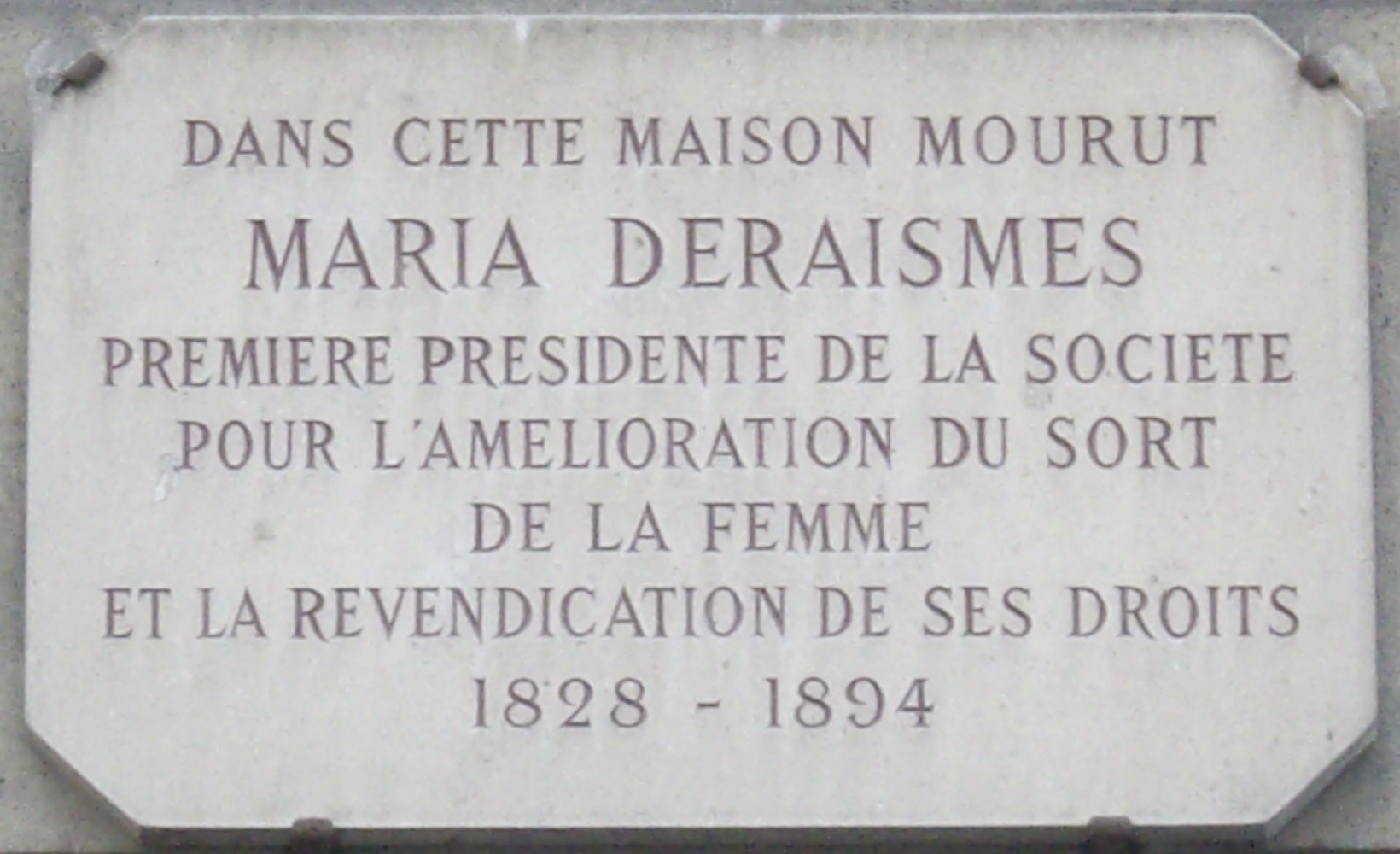
Maria Deraismes, targa dedicata a Maria Deraismes posta a rue Cardinet, Parigi (17° Arron.).

La prima conferenza fu dunque dedicata alla ridefinizione di cosa è la morale e riscontrò molto successo. La cosa non passò inosservata dalla stampa di regime, tanto che le autorità del potere di Napoleone III, autoritario fino agli inizi degli anni ’60, proibì ulteriori incontri pubblici in quanto non conformi all’ideologia di Stato. Bisognerà attendere il 1881 la legge che lo avrebbe permesso.
Ciononostante Maria continuò a pubblicare articoli rivendicando i diritti integrali delle donne, sia civili che politici. Come vedremo, si occupò molto anche dei diritti dell'infanzia e dei gli animali, in modo particolare si impegnò contro l'abuso della vivisezione. I suoi interlocutori costanti furono, fra gli altri, il già citato Victor Hugo e Léon Richer; e le compagne di lotta, pur con vedute talvolta diverse, Hubertine Auclert, Louise Michel, Clémence Royer, Marguerite Durand.
Il pensiero di Maria Deraismes subì una radicalizzazione sul piano sociale. Da liberale divenne socialista, soprattutto per quanto concerne la vita delle donne in fabbrica, con cui strinse legami denunciandone le condizioni di lavoro. A parte un periodo di alcuni mesi che Maria trascorse a Saint Malo presso uno zio, a causa di una bronchite cronica, coincidente in parte con la Comune di Parigi, non mancò di gettarsi nei disordini che presero a imperversare nelle strade.
Un evento che suscitò la sua indignazione fu la pubblicazione di Rabagas, scritta di Victorier Sardou, considerata un’opera antidemocratica. Organizzò dunque una nuova conferenza il cui esito in termini di agitazione sociale fu tale che il capo di Gabinetto della Prefettura la convocò chiedendole di moderarsi al fine di evitare di vilipendere i parlamentari, i quali, eletti dal popolo, rappresentavano i valori di democraticità che Maria stessa intendeva salvaguardare. Donna dal carattere acceso ma ragionevole, questa fu l’unica argomentazione che la convinse a chetare il suo animo nell’immediato, ma ne fece una motivazione di lotta a lungo termine sul piano culturale.
Nel 1877 radunò a Pontoise amici e colleghi per organizzare azioni di critica per porre fine al "Governo dell’ordine morale", così chiamato il periodo di sette anni in cui fu presidente della Terza Repubblica il generale Mac Mahon intento a restaurare la monarchia che era stata spazzata via dalle rivoluzioni precedenti.
In quanto riunioni svolte in casa, quindi in modalità privata, non poterono essere vietate e contribuirono al consolidamento della Repubblica.
Dal 1878 al 1881 Maria successe a Léon Richer alla Presidenza della Associazione per il miglioramento delle sorti della donna, partecipa all’organizzazione del Primo Congresso per i Diritti della donna e al Congresso anticlericale, dove in assenza di Victor Scholscher che ne era il presidente, trionfò di fronte a 4.000 delegati. Tra gli astanti si fermò un comitato spontaneo per proporre il nome di Maria alle elezioni politiche ma lei rifiutò sapendo che la legge vigente non lo avrebbe permesso e preferì concentrarsi in quegli ambiti in cui avrebbe potuto minare tali limitazioni delle donne alla partecipazione democratica.
Fu così che Maria conobbe Georges Martin, un uomo d’azione che aveva combattuto al fianco di Garibaldi nella conquista di Venezia e che da tempo propagandava gli stessi valori repubblicani di uguaglianza sociale, nonché massone appartenente alla Grand Loge Centrale de France. Martin vede in Maria Deraismes l’esempio di donna capace di ripensare la realtà. Cominciò quindi un’azione per poterla iniziare in massoneria. Se era già successo, in passato, che ad alcune donne era stato concesso di essere iniziate, ciò era dovuto al solo fatto che erano appartenenti a famiglie reali, di governanti o appartenenti a potentati. Martin aveva in mente invece un inedito progetto organico di ingresso della donna nella massoneria, convinto che un’organizzazione che affermi di perseguire “il progresso dell’Umanità” non poteva escluderne più della metà, soprattutto visto il ruolo che le donne da sempre ricoprono nell’educazione dei figli e nella società.
Martin fece dunque domanda alla Grand Loge Centrale de France di poterla iniziare nella Loggia Les libre Pansueurs, nella cittadina di Pecq, ma non ottenne il permesso sperato. I Fratelli della loggia decidono di separarsi dalla Gran Loggia e di entrare a far parte della Gran Loggia Simbolica Scozzese, considerata più liberale, dove Martin ottenne l’autorizzazione. Il 14 gennaio 1882 Maria Deraismes è la prima donna iniziata in massoneria senza che ciò dipendesse dal rango sociale di appartenenza o da altri fattori esterni che non fossero la validità iniziatica ed esoterica. Nonostante il traguardo raggiunto, lo scandalo suscitato in seno all'intera massoneria francese fu tale che persino la Gran Loggia, che aveva sposato il progetto, rivide le sue posizioni sconfessando quanto garantito e sospendendo i lavori della Loggia di Pecq, la quale, dopo 5 mesi di inattività, pur di essere reintegrata consegna una lista di iscritti in cui non compare il nome di Maria.
Martin non si rassegnò all’idea che la massoneria del tempo non sapesse progettare un futuro di vera uguaglianza e per questa ragione gettò le basi per la creazione di una struttura in cui l’ingresso alle donne fosse consentito con pari diritti, doveri e dignità degli uomini. Martin e Deraismes impiegheranno quasi dodici anni per riuscirci, durante i quali Maria istruì ai valori massonici un gruppo di sedici donne, tra le quali Alexandra David-Néel, Marie Béquet de Vienne, Marie Bonnevial, Maria Pognon, Clémence Royer. Il 4 aprile 1893 diedero vita alla prima loggia così intesa, denominata Grand Loge écoissase mixte de France: Le Droit Humain. Tali erano le visioni dei fondatori in materia di Progresso sociale che le caratteristiche distintive dell’Ordine non si limitavano alla mixité squisitamente intesa come parità dei generei sessuali ma, su volontà di entrambi e per opera di Martin negli anni successivi, all’internazionalismo, che connota l’Ordine come unico caso al mondo, nonché alla continuità iniziatica dal 1° al 33° Grado del Rito scozzese, abbattendo distinzioni tra Ordine tecnicamente inteso (ovvero la gestione dei primi tre Gradi come corpo a sé) e Rito (che gestisce i Gradi dal 4° in su).
Maria non poté però assistere alla crescita del progetto tanto amato in quanto morì l’anno successivo e fu sepolta con rito civile nel cimitero di Montmartre.

## Opere

### Edizioni originali
- Nos principes et nos mœurs, Paris, Michel Lévy frères, 1868.
- L’Ancien devant le nouveau, Paris, Librairie nationale, 1869.
- Lettre au clergé français, Paris, Édouard Dentu, 1879.
- Les Droits de l’enfant, Paris, Édouard Dentu, 1887.
- Épidémie naturaliste [Émile Zola et la science, discours prononcé au profit d’une société pour l’enseignement en 1880] par Maria Deraismes, Paris, Édouard Dentu, 1888, disponibile su Gallica.
- Ève dans l’humanité, Paris, L. Sauvaitre, 1891, disponibile su Gallica.
- Le Théâtre de M. Sardou, conférence faite le 21 janvier 1875, à la salle des Capucines, Paris, Édouard Dentu, 1875, disponibile su Gallica.
- Ligue populaire contre l'abus de la vivisection: Discours prononcé par Mlle Maria Deraismes, à la conférence donnée le 23 septembre 1883, au Théâtre des Nations, Parigi, A. Ghio, 1884, disponibile su Gallica.

Opere complete
- - Volume 1: France et progrès ; Conférence sur la noblesse, Paris, Félix Alcan, octobre 1895, disponibile [archive] su Gallica.
  - Volume 2: Eve dans l'Humanité ; Le Droits de l'Enfant, Paris, Félix Alcan, janvier 1896, disponibile [archive] su Gallica.
  - Volume 3: Nos Principes et nos Mœurs ; L'ancien devant le Nouveau, Paris, Félix Alcan, janvier 1897, disponibile [archive] su Gallica.
  - Volume 4: Lettre au clergé français ; Polémique religieuse, 1898.

### Riedizioni moderne e contemporanee
- Éve dans l'humanité, articles et conférences de Maria Deraismes, Préface d'Yvette Roudy, éd. Abeille et Castor, Angoulême, 2008.
- Les Droits de L'enfant: conférence de Maria Deraismes, Lyon, Éd. Mario Mella, 1999.
- Ce que veulent les femmes, articles et discours de 1869 à 1894, éd. Syros, 1980.

### Edizioni in lingua italiana
- Eva nel mondo. Opera femminista di critica sociale, Edizioni dello Straniero, Napoli, 2023. ISBN 978-88-947440-0-2